# CA Tigre
Der Club Atlético Tigre ist ein argentinischer Fußballverein aus Victoria in der Provinz Buenos Aires. Der 1902 gegründete Klub stieg nach der Saison 2006/07 in die Primera División auf.

## Geschichte
Der Club wurde 1902 in Tigre gegründet. Mittlerweile ist er in der Kleinstadt Victoria, rund 30 km nördlich der Hauptstadt in der Provinz Buenos Aires angesiedelt. Tigre hat insgesamt in 24 Spielzeiten im Profibereich erstklassig gespielt. Vor 2007 war die Saison 1955 das erfolgreichste Jahr der Vereinsgeschichte, als der Club sechster von insgesamt 16 Mannschaften wurde. Erstklassig spielte der Verein 1931–33, 1935–42, 1946–50, 1954–58, 1968, 1980 und wieder seit 2007.
In der Saison 2004/2005 konnte der Tigre die Primera B Metropolitana gewinnen. 2006 wurde Diego Cagna Trainer der Mannschaft und erreichte gleich im ersten Anlauf den Aufstieg in die Primera División. In den Play-offs konnten sie CA Nueva Chicago schlagen, der Aufstieg war jedoch durch Ausschreitungen der gegnerischen Fans überschattet.
Für die Apertura 2007 galt Tigre als akut abstiegsgefährdet, die Mannschaft überraschte jedoch die Kritiker und konnte zehn der 19 Spiele gewinnen. Darunter war unter anderem ein 4:1-Sieg gegen das Topteam von River Plate. Selbst am letzten Spieltag hatte Tigre noch die Chance auf die Meisterschaft, aber im entscheidenden Spiel unterlag die Mannschaft den Argentinos Juniors und somit wurde Club Atlético Lanús argentinischer Meister und Tigre musste sich, noch vor den Boca Juniors, mit der Vize-Meisterschaft begnügen. Auch in der Clausura 2012 spielte das Team wieder um die Meisterschaft, erreichte schließlich den zweiten Platz, entging jedoch aufgrund des schwachen Dreijahres-Punkteschnitts, welcher für den Abstieg oder Verbleib in der Liga ausschlaggebend ist, nur knapp dem Relegationsduell. Im folgenden Halbjahr gelang mit dem Einzug ins Finale der Copa Sudamericana 2012 beinahe der erste internationale Titel, doch setzte sich nach Hin- und Rückspiel der FC São Paulo durch.

## Stadion
Der Club Atlético Tigre spielt im Estadio José Dellagiovanna, Victoria. Das Stadion wurde am 20. September 1936 in einem Spiel gegen das argentinische Topteam Boca Juniors eingeweiht. Dieses Spiel endete mit 4:0 für Boca. Das erste offizielle Spiel in einem Spiel des argentinischen Verbandes endete am 6. Dezember 1936 mit 0:4 gegen Independiente. Das Stadion hat eine Kapazität von 30.000 Zuschauern.

## Trikot
- Heimtrikot: rot-blaues Trikot, blaue Hose, schwarze Stutzen
- Auswärtstrikot: komplett weiß mit blau-roten Ärmeln

### Clubdaten
- Spielzeiten in Liga 1: 43 (24 als Profi / 19 als Amateure)
- Spielzeiten in Liga 2: 54
- Beste Position in Primera: 2. Platz (Apertura 2007)
- Schlechteste Position in Primera: 18. Platz
- Bester Torjäger: Juan Andrés Marvezzi – 116 Tore
- Rekordspieler: Pedro Daniel Pellegata – 362 Spiele
- Höchster Sieg: 11:0 gg. Quilmes (1911)
- Höchste Niederlage: 1:11 gg. Boca Juniors (1942)

## Erfolge

### Als Amateure
- Intermedia de la Federación Argentina de Foot-Ball: 1912

### Profibereich
- Segunda División (6): 1945, 1953, 1979, 1994 Clausura, 2004 Apertura, 2005 Clausura
- Torneo Reducido de ascenso (3): 1995, 1998, 2007
- Vizemeister (2): 2007 Apertura, 2008 Apertura, 2012 Clausura
- Finalist der Copa Sudamericana: 2012
- Copa de la Superliga: 2019